# Llano Grande, Motozintla
Llano Grande är en ort i Mexiko.   Den ligger i kommunen Motozintla och delstaten Chiapas, i den sydöstra delen av landet, 900 km sydost om huvudstaden Mexico City. Llano Grande ligger 1 582 meter över havet och antalet invånare är 692.
Terrängen runt Llano Grande är bergig söderut, men norrut är den kuperad. Terrängen runt Llano Grande sluttar västerut. Runt Llano Grande är det ganska tätbefolkat, med 134 invånare per kvadratkilometer. Närmaste större samhälle är Motozintla de Mendoza, 13,7 km nordost om Llano Grande. I omgivningarna runt Llano Grande växer i huvudsak städsegrön lövskog.